# Cis crenatus
Cis crenatus là một loài bọ cánh cứng trong họ Ciidae. Loài này được Sahlberg miêu tả khoa học năm 1836.